# Aschach an der Donau
Aschach an der Donau ist eine Marktgemeinde in Oberösterreich im Bezirk Eferding im Hausruckviertel mit 2226 Einwohnern (Stand 1. Jänner 2025).

## Geografie
Die Marktgemeinde Aschach liegt eingebettet im Donautal, am Rande des Eferdinger Beckens auf 268 Meter Höhe im Hausruckviertel, etwa 20 Kilometer westnordwestlich von Linz. Die Ausdehnung beträgt von Nord nach Süd 4,1 km, von West nach Ost 7,7 km. Die Gesamtfläche beträgt 6 km². 1,8 % der Fläche sind bewaldet.

### Gemeindegliederung
Das Gemeindegebiet umfasst folgende drei Ortschaften (in Klammern Einwohnerzahl Stand 1. Jänner 2025):
- Aschach an der Donau (1937)
- Ruprechting (99)
- Sommerberg (190)

Die Gemeinde besteht aus der Katastralgemeinde Aschach an der Donau und liegt im Gerichtsbezirk Eferding.

### Nachbargemeinden
|             |                                             | St. Martin im Mühlkreis (RO)  |
| Hartkirchen | Kompassrose, die auf Nachbargemeinden zeigt |                               |
|             |                                             | Feldkirchen an der Donau (UU) |

## Geschichte

### Kelten und Römer in Aschach
Der keltische Name Ioviacum erscheint erstmals im Itinerarium Antonini zur Zeit des römischen Kaisers Marcus Aurelius Antoninus, genannt Caracalla, der von 211 bis 217 regierte.
1838 wurden bei Grabungen in Schlögen ausgedehnte Mauerreste eines römischen Kastells gefunden. Bis Mitte des 20. Jahrhunderts war man daher der Meinung, Schlögen sei das in römischen Truppenverzeichnissen genannte Ioviacum. Nach Grabungen in den Jahren 1957 bis 1959 bewies Lothar Eckhart: Schlögen kann nicht Ioviacum sein. Die für Ioviacum bezeugten Liburnarier der II. Italischen Legion, eine Art Marineinfanterie, beheimatet Eckhart in Aschach, die berittenen Truppeneinheiten in „Ad Mauros“, das er mit Eferding gleichsetzte (siehe Kastell Eferding). Außer strategischen Gründen spricht für Aschach = Ioviacum das St.-Laurentius-Patrozinium der Friedhofskirche, der Nachweis einer Quadraflur (römische Flurform) und der Fund von Straßensteinen mit Gleisspuren (Limesstraße?) in der Abelstraße.
Da Aschach Ioviacum ist, bringt uns dies mit einer der erstaunlichsten Quellen der ausgehenden Antike in engsten Zusammenhang, mit dem Leben des Hl. Serverin des Abtes Eugippius. Der heilige Severin trat in einer Zeit in Noricum auf, als die römische Herrschaft zu Ende ging. Als „Mönch und Wundermann“ widersetzte er sich den germanischen Fürsten, die mit ihren Stämmen zu beiden Seiten der Donau saßen. In den verödeten römischen Siedlungen bewog er das schutzlos den Germanen preisgegebene armselige romanische Volk zu einem christlichen Lebenswandel. Wenn die Zustände unhaltbar geworden waren, prophezeite er ihnen den nahen Untergang ihres Ortes und veranlasste die Räumung des Gebietes. So auch für Aschach (Ioviacum). Wir lesen in der Eugippii Vita Sancti Severini:

„… zu den Bewohnern einer Stadt mit Namen Ioviacum, welche mehr als 20 Meilen von Batavis entfernt war, schickte der Diener Gottes den Kirchensänger Moderatus, der dort zur unverzüglichen Flucht aus der gefährdeten Stadt auffordern sollte. Auch hier wurde nicht auf den wohlgemeinten Ratschlag gehört, sodass der Heilige nochmals einen Eilboten absandte, der wenigstens den Kirchenvorsteher Maximianus von Ioviacum zum Verlassen des Ortes bewegen sollte. Als auch dieser Bote keinen Glauben fand, verließ er schleunigst die Stadt, worauf noch in der gleichen Nacht die Heruler Ioviacum überfielen, die Ansiedlung zerstörten und die meisten Bewohner in die Sklaverei führten. Den Priester aber hängten sie auf einem Galgen auf.“

Die Angaben der Vita gelten als zuverlässig, frühere Zweifel werden zunehmend durch neuere Forschungsergebnisse ausgeräumt. Somit wird ein unter Voraussetzung der Richtigkeit der Annahme, dass Ioviacum Aschach ist, der spätantike Aschacher Märtyrer Maximianus bezeugt.

### Urkundliche Erwähnung 777
Im letzten Drittel des 7. Jahrhunderts erfuhr die Souveränität des agilolfingischen Bayerns Höhepunkt und Abschluss zugleich. Die Agilolfinger, burgundischer oder fränkischer Herkunft, vielfach versippt mit dem südlichen Nachbarvolk der Langobarden, gerieten in den Sog und das Verderbnis fränkischer Expansion.
Tassilo III., Sohn Odilos, besiegte 772 die slawischen Stämme Kärntens, im selben Jahr, in dem Karl der Große, sein Schwager und leiblicher Vetter, den großen Sachsenkrieg begann. Um 765 hatte Tassilo die langobardische Königstochter Liutpirc geheiratet. Ihr Sohn Theodo wurde vom Papst königsgleich gesalbt. Nach dem Slawensieg, der die Einbeziehung der Karantanen in den bayerischen Kulturkreis begann, begründet er an der Grenze zu den alpenslawischen Stämmen das Kloster Innichen im Pustertal und das Münster an der Krems. Er stattet beide für ihre Aufgaben reichlich mit Gütern aus. Dem Kloster Kremsmünster schenkt er bei der Gründung im Jahr 777 unter anderem Weingärten in Aschach.
Seit dem 8. Jahrhundert war Aschach damit der Mittelpunkt eines wichtigen Weinbaugebietes, in dem Weingärten zahlreicher Klöster nachgewiesen wurden: 777 Kremsmünster, um 1030 Sankt Emmeram in Regensburg, 1075 Sankt Nikola in Passau, 1111 Sankt Florian, um 1200 Stift Reichersberg, 1148 Abtei Niederaltaich, 1240 Domkapitel Passau, 1260 Kloster Metten, Ende des 13. Jahrhunderts Kloster Vornbach.

### Mautstätte
Die Schiffslände und Mautstätte Rosdorf wurde erstmals im Jahr 853 genannt und spielt eine wichtige Rolle in der Raffelstettener Zollordnung. Rosdorf ist leider nicht mehr genau lokalisierbar, ist aber an der Donau zwischen Aschach und Goldwörth zu suchen.
Im Jahr 1190 tritt erstmals die Maut direkt in Aschach in Erscheinung. Die Mautstätte befand sich damals im Besitz der Grafen von Formbach und gelangte 1196 an die Herren von Schaunberg.
Bereits frühzeitig gab es auch Mautbefreiungen. So bestätigte Kaiser Friedrich II. der Stadt Nürnberg im Jahr 1219 ihre Vorrechte an der Maut zu Aschach, das Gleiche tat Papst Gregor IX. 1236 für das Kloster Suben. Später bekräftigten sowohl Ottokar II. Přemysl als auch Rudolf von Habsburg die alten Rechte der Stadt Tulln an der Aschacher Maut (1270 und 1276). 1287 bestätigte Herzog Albrecht I. der Stadt Steyr ihre Privilegien an der Maut zu Aschach. Weiters sind folgende mittelalterliche Mautbefreiungen an der Maut zu Aschach bekannt:
- Kloster Aldersbach (1284, 1323, 1362, 1377, 1396, 1423)
- Stift Baumgartenberg (1363, 1395)
- Propstei Berchtesgaden (1362)
- Stift Engelszell (1296, 1297, 1363, 1366, 1375, 1388, 1396, 1397)
- Kloster Fürstenzell (1281, 1363)
- Stift Heiligenkreuz (1277, 1285, 1321, 1363, 1375)
- Kloster Herrenchiemsee (1445)
- Stift Lilienfeld (1329, 1375, 1399, 1422, 1455)
- Stift Melk (1316), Kloster Metten (1446)
- Benediktinerabtei Michaelbeuern (1430, 1460, 1558)
- Abtei Niederaltaich (1221, 1297, 1356, 1375)
- Kloster Oberalteich (1489)
- Kloster Osterhofen (1489)
- Domkapitel Passau (1376, 1490)
- Stadt Passau (1249)
- Spital St. Ägidius in Passau (1363, 1459)
- Sankt Nikola in Passau (1256, 1323, 1364, 1375, 1396, 1423, 1464)
- Kloster Raitenhaslach (1272, 1284, 1363, 1365, 1375, 1396, 1423)
- Stift Ranshofen (1291, 1292, 1363, 1375, 1397, 1506)
- Stadt Regensburg (1322)
- Stift Reichersberg (1190[6], 1269, 1363, 1375, 1396)
- Kloster Sankt Veit (1301, 1373)
- Stift Schlägl (1318, 1377, 1419, 1488)
- Stift Suben (1236, 1301, 1363, 1375, 1423, 1490, 1536, 1557)
- Herren von Tannberg (1344, 1366)
- Kloster Vornbach (1196, 1570)
- Stift Wilhering (1300, 1323, 1376)
- Frauenkloster St. Nikolai vor dem Stubentor in Wien (1375, 1455, 1499)
- Frauenkloster zum Hl. Geist in Ybbs an der Donau (1357, 1377).

Nach dem Aussterben der Schaunberger im Jahr 1559 wurde die „Wassermaut“ 1574 in sechs Teile geteilt, die teilweise in rascher Folge ihre Besitzer wechselten und im Verlauf der Jahre 1593 bis 1608 nach und nach in den Besitz der Jörger von Tollet gelangten. Nach der Konfiszierung der Jörger'schen Güter wurden die Mautrechte 1622 an Karl von Harrach übergeben.
Im Jahre 1775 wurde die Maut in Folge der neuen Grenzverhältnisse und der damit in Zusammenhang stehenden neuen Zollordnung vom 15. Juli desselben Jahres von Aschach nach Engelhartszell verlegt, was für Aschach einen wirtschaftlichen Niedergang bedeutete. Von 1809 bis 1819 war Aschach vorübergehend nochmals Zollstätte.

### Sonstige Geschichte
Aschach lag im Frühmittelalter im Osten des Herzogtums Bayern, gehörte seit dem 12. Jahrhundert zum Herzogtum Österreich und wurde ab 1490 dem Fürstentum „Österreich ob der Enns“ zugerechnet.
Im Jahr 1512 erhielt Aschach durch Kaiser Maximilian das Marktrecht und das Marktwappen.
Im Jahr 1626 errichteten die aufständischen Bauern zwei bastionäre Schanzwerke in der zu Aschach gehörenden Kaiserau und im gegenüber liegenden Untermühl. Sie sperrten die Donau mit Ketten, zwei Seilen und damit vertäuten Zillen, wie auf einem Kupferstich des Meisters Wolfgang Kilian aus dem Jahr 1630 zu sehen ist. Sonderlich robust dürfte das Sperrwerk nicht gewesen sein, denn es wurde bald von den landesfürstlichen Truppen zersprengt.
Im Ersten Weltkrieg befand sich mit dem k.u.k. Kriegsgefangenenlager Aschach an der Donau ein Kriegsgefangenenlager der k.u.k. Armee im Gebiet der Gemeinden Hartkirchen und Aschach. Bei den Offensiven in Serbien und Galizien hatte die k.u.k. Armee hunderttausende Kriegsgefangene gemacht, für die eine Reihe von Lagern gebaut wurde. Die oberösterreichischen Standorte dieser Lager waren Aschach, Braunau, Freistadt, Kleinmünchen, Marchtrenk und Mauthausen, daneben existierte noch das Internierungslager Linz-Katzenau. Das k.u.k. Kriegsgefangenenlager Aschach wurde 1915 auf zirka 130 Hektar mit mehr als 450 Baracken für eine Belegung von bis zu 34.000 Mann errichtet. Als im Kriegswinter 1915/16 eine Typhus-Epidemie mit zahlreichen Todesopfern ausbrach, wurde in Deinham (Gemeinde Hartkirchen) ein Lagerfriedhof errichtet, in dem während des Ersten Weltkriegs fast 6000 Menschen (vorwiegend Serben, aber auch viele Italiener, Russen, Albaner, Rumänen, Österreicher, ein Franzose und einige Tote unbekannter Herkunft) bestattet wurden. Der k.u.k. Oberst Karl Staszkiewicz, Kommandant des Kriegsgefangenenlagers Aschach, wurde 1918 aufgrund eines Offiziersprivilegs durch Kaiser Karl I. als „Edler von Staszkiewicz“ in den österreichischen Adelsstand erhoben.
Seit 1918 gehört der Ort zum Bundesland Oberösterreich. Nach dem „Anschluss“ Österreichs an das Deutsche Reich am 13. März 1938 gehörte der Ort zum „Gau Oberdonau“. Nach 1945 erfolgte die Wiederherstellung Oberösterreichs.

### Bevölkerungsentwicklung
Quelle: 

## Kultur und Sehenswürdigkeiten
- Ehemaliger Burgstall Schaunberg

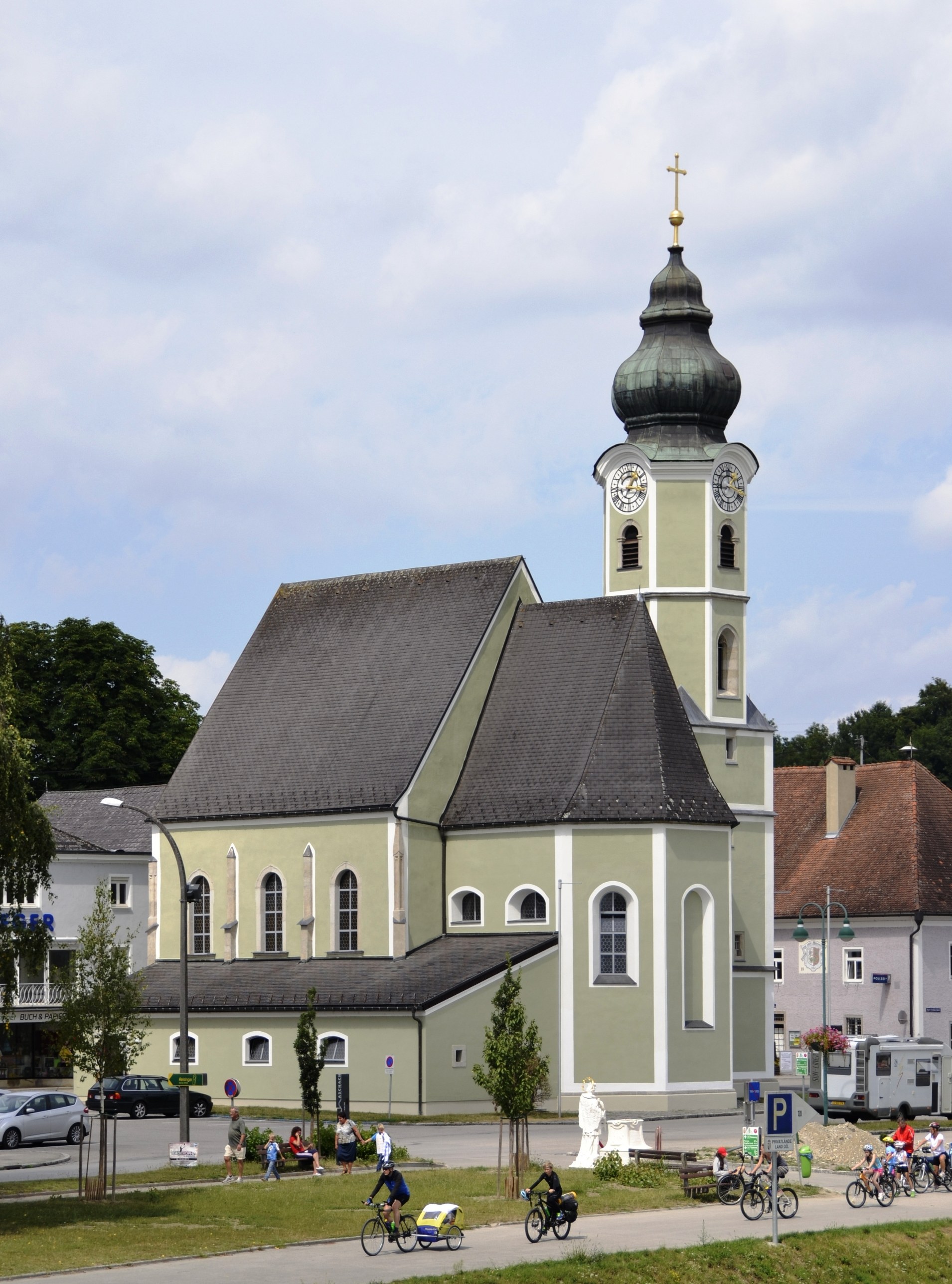
Pfarrkirche Aschach an der Donau

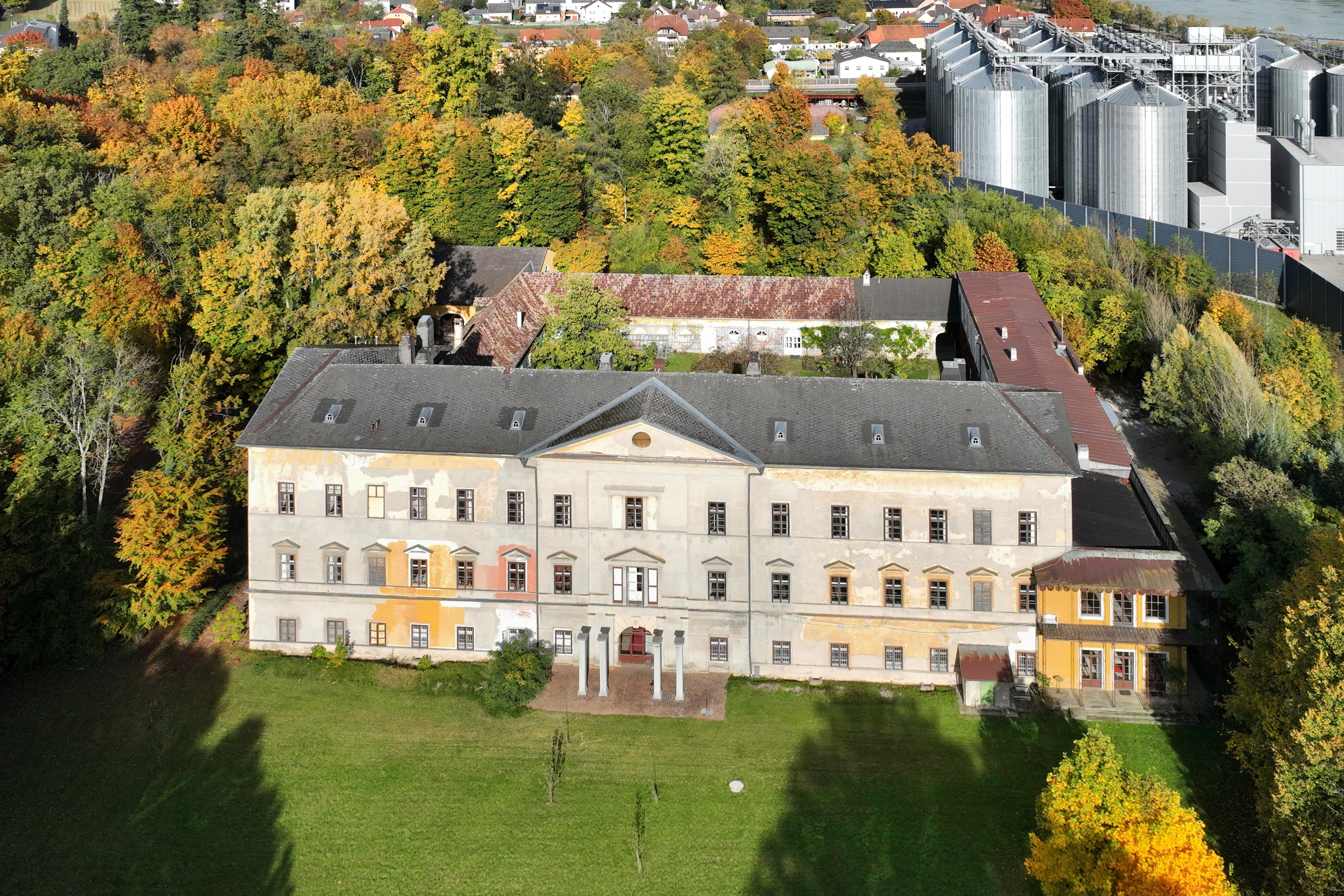
Schloss Aschach an der Donau

- Aschach besitzt einen historischen Ortskern mit Bürgerhäusern aus der Zeit des Mittelalters, mit Fassaden und schönen Innenhöfen aus der Gotik, der Renaissancezeit und dem Barock.
- Katholische Pfarrkirche Aschach an der Donau hl. Johannes der Täufer: Um 1490 erfolgte der spätgotische Nachfolgebau einer ursprünglich erstmals 1371 urkundlich erwähnten Kirche. Den Hochaltar krönt das als heilkräftig verehrte Donaukreuz. Bei einer Überschwemmung wurde es 1693 von zwei Schiffsleuten an Land gebracht. Der kränkliche Restaurator des Kreuzes wurde während seiner Arbeit geheilt. 1784 wurde durch eine Regierungsverordnung Kaiser Josefs II. Aschach von der Mutterkirche Hartkirchen abgetrennt und zur selbstständigen Pfarre erhoben. 1976 wurde die Kirche nach Plänen von Clemens Holzmeister renoviert und erweitert.
- Altes Rathaus
- Schloss Aschach an der Donau: Das Schloss ist der ehemalige Sitz der Grafen von Harrach. Der Haupttrakt des Schlosses aus dem 16. Jahrhundert ist hofseitig in allen drei Geschoßen mit Bogengängen versehen. Der Ostflügel wurde von Johann Lucas von Hildebrandt 1709 erbaut, ebenso stammt der Hochaltar der Schlosskapelle von ihm. Das Schloss befindet sich in Privatbesitz.
- Kraftwerk Aschach: Das in den Jahren 1959–1964 errichtete Kraftwerk war ehemals das größte europäische Laufkraftwerk.
- Schopper- und Fischereimuseum: Die damals sogenannten Schopper waren dafür zuständig, die Boote, welche für die Schifffahrt benötigt wurden, mittels Moos dicht zu machen. In diesem Museum bekommt man die Kunst des Schoppens und die Flora und Fauna, der Donauauen nähergebracht. Das Museum präsentiert die Aschacher Marktgeschichte im Konnex mit der Schopper- und Schifffahrtstradition an der Oberen Donau. Das Schoppermuseum präsentiert das historische Handwerk der Schopperei sowie das soziale und kulturelle Umfeld dieser Handwerkszunft. Außerdem wird der letzte originale Zehner Trauner gezeigt. Das Fischereimuseum zeigt die Entwicklung der Erwerbs- und Freizeitfischerei im Raum Oberösterreich mit speziellem Bezug zur oberen Donau.

## Wirtschaft und Infrastruktur

### Verkehr

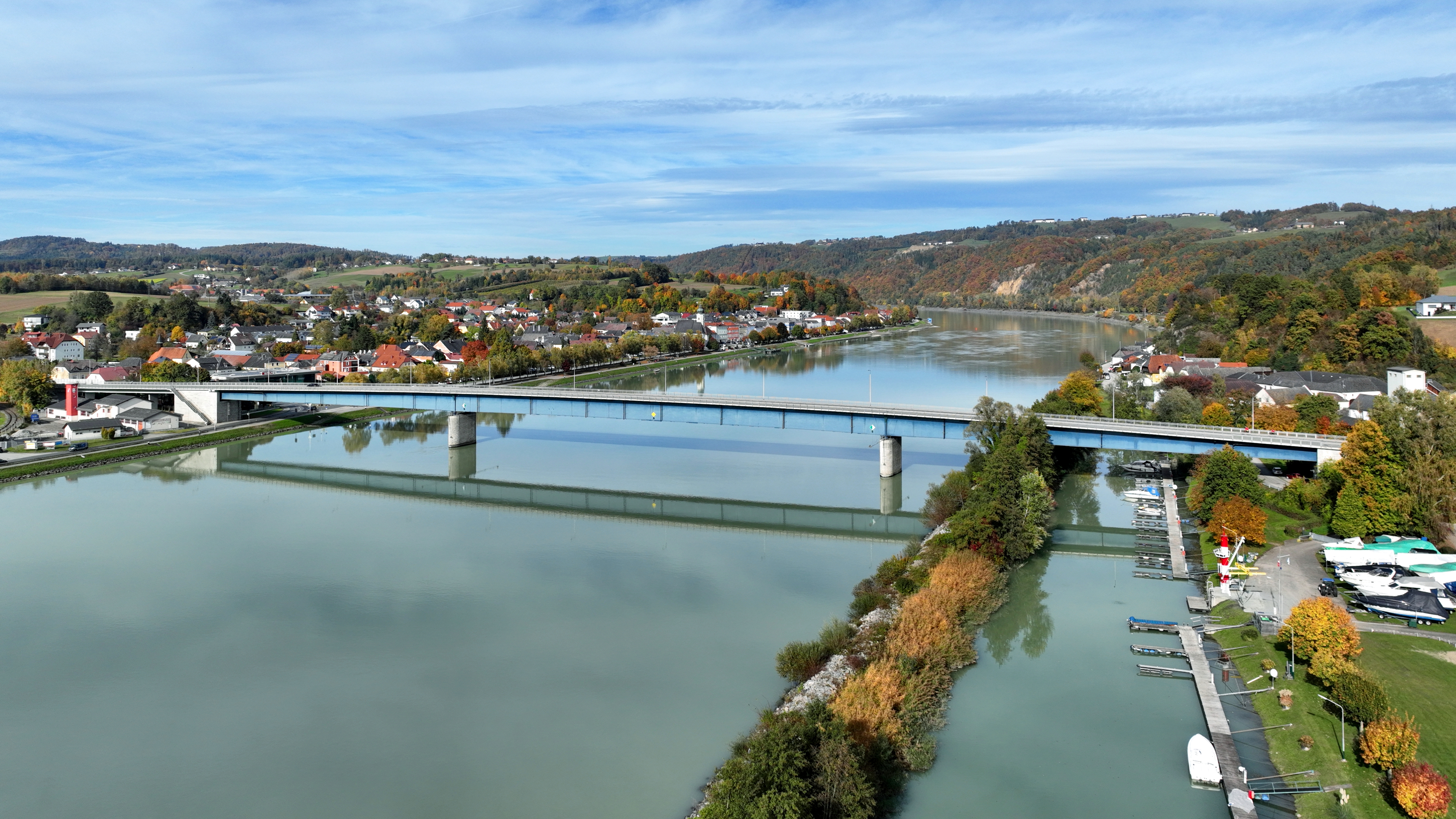
Donaubrücke Aschach

Neben dem jahrtausendelang wichtigsten Verkehrsweg, der Donau, erhielt Aschach durch die 1886 eröffnete Aschacher Bahn (Aschach – Eferding – Wels) einen Anschluss an das moderne Verkehrsnetz.
Während des Kraftwerkbaus wurde die Bahn durch Aschach zum Kraftwerk verlängert (und danach wieder abgebaut).
Die seit der Eröffnung der Bahn geplante Verlängerung nach Ottensheim zur Mühlkreisbahn kam nicht zustande.
1962 wurde die Donaufähre („Fliegende Bruck“) durch die weiter flussabwärts errichtete Aschacher Donaubrücke ersetzt und damit das Mühlviertel und der Zentralraum miteinander verbunden.

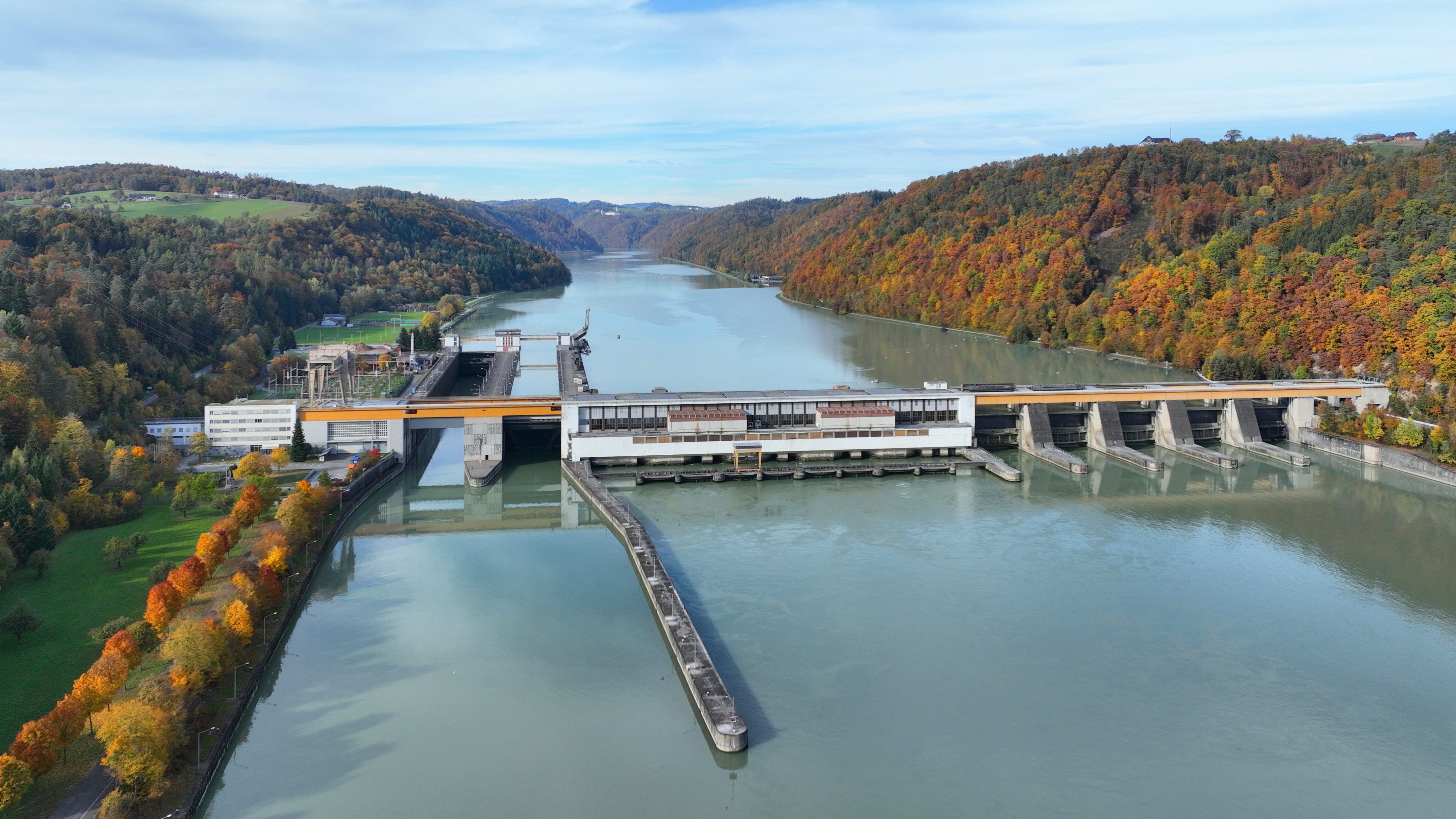
Donaukraftwerk Aschach

Aschach liegt an der Radroute Donauradweg, die von oben nur rechtsufrig ankommt und unterhalb der Straßenbrücke bevorzugt linksufrig genutzt wird. Das Donaukraftwerk Aschach etwas oberhalb des Orts bildet keinen Übergang für Fußgänger oder Radfahrer über die Donau, obwohl ab hier auch am – fast unbesiedelten – linken Ufer eine verkehrsarme Straße verläuft, die flussaufwärts allerdings in einen Wanderweg übergeht.

### Bildung
- Kindergarten
- Volksschule
- Neue Mittelschule

## Politik

### Gemeinderat
Der Gemeinderat hat 19 Mitglieder.
- Mit den Gemeinderats- und Bürgermeisterwahlen in Oberösterreich 2003 hatte der Gemeinderat folgende Verteilung: 11 SPÖ, 6 ÖVP, 4 FPÖ und 4 Grüne (25 Mandate).
- Mit den Gemeinderats- und Bürgermeisterwahlen in Oberösterreich 2009 hatte der Gemeinderat folgende Verteilung: 9 SPÖ, 8 ÖVP, 5 FPÖ und 3 Grüne (25 Mandate).
- Mit den Gemeinderats- und Bürgermeisterwahlen in Oberösterreich 2015 hatte der Gemeinderat folgende Verteilung: 8 ÖVP, 5 FPÖ, 4 SPÖ und 2 GRÜNE (19 Mandate).
- Mit den Gemeinderats- und Bürgermeisterwahlen in Oberösterreich 2021 hat der Gemeinderat folgende Verteilung: 7 SPÖ, 5 ÖVP, 4 GRÜNE und 3 FPÖ (19 Mandate).[14][15]

### Bürgermeister seit 1849
- 1849–1852 Georg Guglmayr
- 1852–1855 Friedrich Heller
- 1855–1861 Franz Krigner
- 1861–1864 Theodor Kurzwernhart
- 1864–1867 Stephan (Kajetan) Schober
- 1867–1870 Johann Georg Fischer
- 1870–1873 Gottlieb Stampfl
- 1873–1886 Theodor Kurzwernhart
- 1886–1887 Johann Georg Fischer
- 1887–1889 Emmerich Markl
- 1889–1895 Adam Hager
- 1895–1908 Leopold Haidenthaler
- 1908–1913 Georg Madlsperger
- 1913–1919 Ignaz Obgrasser
- 1919–1920 Rudolf Parsche
- 1920–1924 Josef Ettl
- 1924–1928 Hans Dienstl
- 1928–1938 Hans Osterkorn
- 1938–1938 Karl Spielberger
- 1938–1941 Karl Wagner
- 1941–1945 Hans Reinhold
- 1945–1945 Hans Heger
- 1945–1946 Hans Dienstl
- 1946–1949 Alois Astner
- 1949–1955 Johann Hinterberger
- 1955–1964 Karl Wagner
- 1964–1967 Josef Fiala
- 1967–1984 Johann Veicht (SPÖ)
- 1984–2003 Adolf Putz (SPÖ)
- 2003–2009 Rudolf Achleitner (SPÖ)
- 2009–2021 Friedrich Knierzinger (ÖVP)
- seit 2021 Dietmar Groiss (SPÖ)

### Wappen
„Von Silber und Rot gespalten, überdeckt von zwei naturfarbenen (gelbbraunen), kreuzweise doppelt verschlungenen Rebhölzern mit einer hängenden, blauen Traube in der vorderen, einer grünen Traube in der hinteren und je einem grünen Blatt in jeder Hälfte.“ Die Gemeindefarben sind Rot-Weiß-Grün.
Das Motiv weist auf den von den Bewohnern des Aschacher Beckens auf Grund damaliger klimatischer Vorzüge bereits im frühen Mittelalter betriebenen Weinbau hin, von dem schon im Stiftbrief für Kremsmünster aus dem Jahre 777 die Rede ist und der sich im Gebiet um Aschach in einigen Gärten bis nach 1870 halten konnte. Weiß-Rot sind die Wappenfarben der Schaunberger Grafen, die bis 1559 im Besitz der Herrschaft und wichtigen Mautstelle Aschach waren.

### Gemeindepartnerschaften
- seit 1982 Obernzell in Bayern, Deutschland
- seit 2018 Krzyżanowice (Kreuzenort) in Polen[17]

## Persönlichkeiten

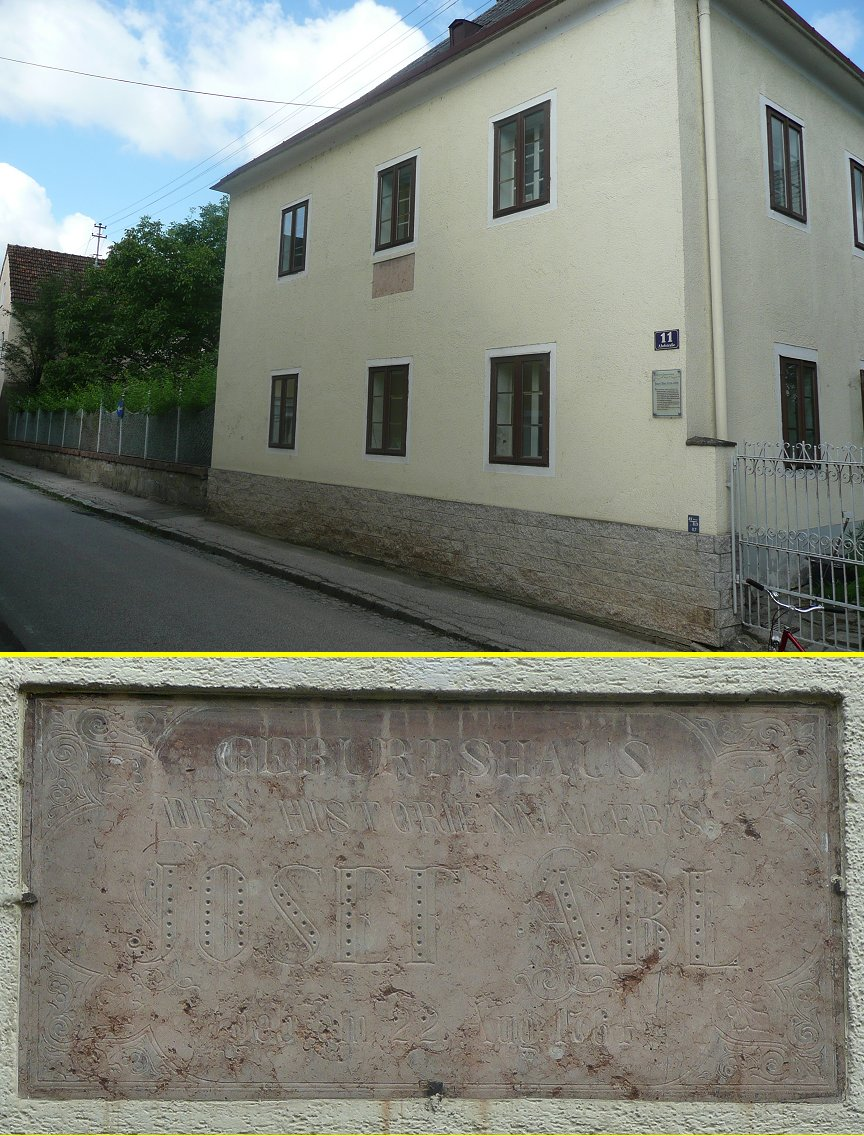
Geburtshaus und Gedenktafel von Josef Abel

Josef Abel, Selbstporträt im Studio (1808–1810), Ungarische Nationalgalerie

### Söhne und Töchter der Gemeinde
- Roman Staudinger (–1535 Wien), Bürgermeister von Wien[18]
- Leonhard Paminger (1495–1567 Passau), österreichischer Komponist
- Josef Abel (1764–1818 Wien), Kupferstecher, Landschafts- und Historienmaler, am Oberen Tischlerhaus in der Abelstr. 11 befindet sich das Geburtshaus des Künstlers
- Karl Sandmeier (1917–2000), Finanzbeamter und Politiker (ÖVP)
- Helmut Ortner (1927–2024), Schauspieler
- Helga Schager (* 1955), Künstlerin und Radiojournalistin
- Sarah Wassermair (* 1988), Drehbuchautorin

### Personen mit Bezug zur Gemeinde
- Albert Ritzberger (1853–1915), Maler
- Max Doblinger (1873–1965), Archivar, Historiker und Numismatiker
- Franz Köck (1931–2015), Politiker (SPÖ) und Zentralbetriebsratsobmann
- Ingrid Steininger (1940–1998), Keramikerin, Plastikerin und Graphikerin
- Christian Ludwig Attersee (* 1940), Maler, wuchs in Aschach auf
- Roman Haider (* 1967), Gemeinderat und Politiker (FPÖ)